# Generalski Stol
Generalski Stol – wieś w Chorwacji, w żupanii karlowackiej, siedziba gminy Generalski Stol. W 2011 roku liczyła 589 mieszkańców.
Jest położony pomiędzy rzekami Dobrą a Mrežnicą, na wysokości 200 m n.p.m., 18 km na południowy zachód od Dugiej Resy i 28 km od Karlovaca. 
Przebiegają przezeń linia kolejowa z Zagrzebia do Rijeki i droga z Karlovaca do Senja. Miejscowa gospodarka opiera się na rolnictwie i przemyśle włókienniczym.
W średniowieczu osada nosiła nazwę Lipovac. Swą obecną nazwę zawdzięcza sądowi wojskowemu, którego siedzibą stał się w XVII wieku, będąc częścią Pogranicza Wojskowego.